# سكين الرحمة
سكين الرحمة (بالإنجليزية: misericorde) (من كلمة miséricorde الفرنسية والتي تعني «رحمة») هي سكين طويلة وضيقة، تستخدم من العصور الوسطى العليا للتسبب بوفاة عبر السكتة الدماغية إلى فارس حليف مصاب بجروح خطيرة أو حتى لخصم ذو تدريع قوي، يرجع اسم السلاح إلى مصطلح ضربة الرحمة، المشتق من الكلمة اللاتينية misericordia أو «فعل الرحمة»). كانت شفرة النصل رقيقة بما يكفي لضرب الفجوات بين صفائح الدروع.
استخدم هذا السلاح لإرسال الفرسان الذين أصيبوا بجروح مميتة، والتي لم تكن دائمًا قاتلة بسرعة في عصر القتال بالسلاح الأبيض؛ يمكن أيضًا استخدامه كوسيلة لقتل الخصم القوي.  يمكن دفع النصل من خلال فتحات الرؤية في درع الفارس ليخترق النصل العين ثم يخترق الدماغ متسببا بالسكتة الدماغية، أو يمكن اختراق النقاط الضعيفة في الدرع، مثل أسفل الذراع، بهدف اختراق القلب. كان السلاح معروفًا منذ القرن الثاني عشر وظهر في تسليح ألمانيا وبلاد فارس وإنجلترا.  تم استخدامه أيضًا من قبل الفرسان و / أو الأمراء البولنديين منذ القرن الرابع عشر على الأقل. 